# Tarifas de congestión de Londres

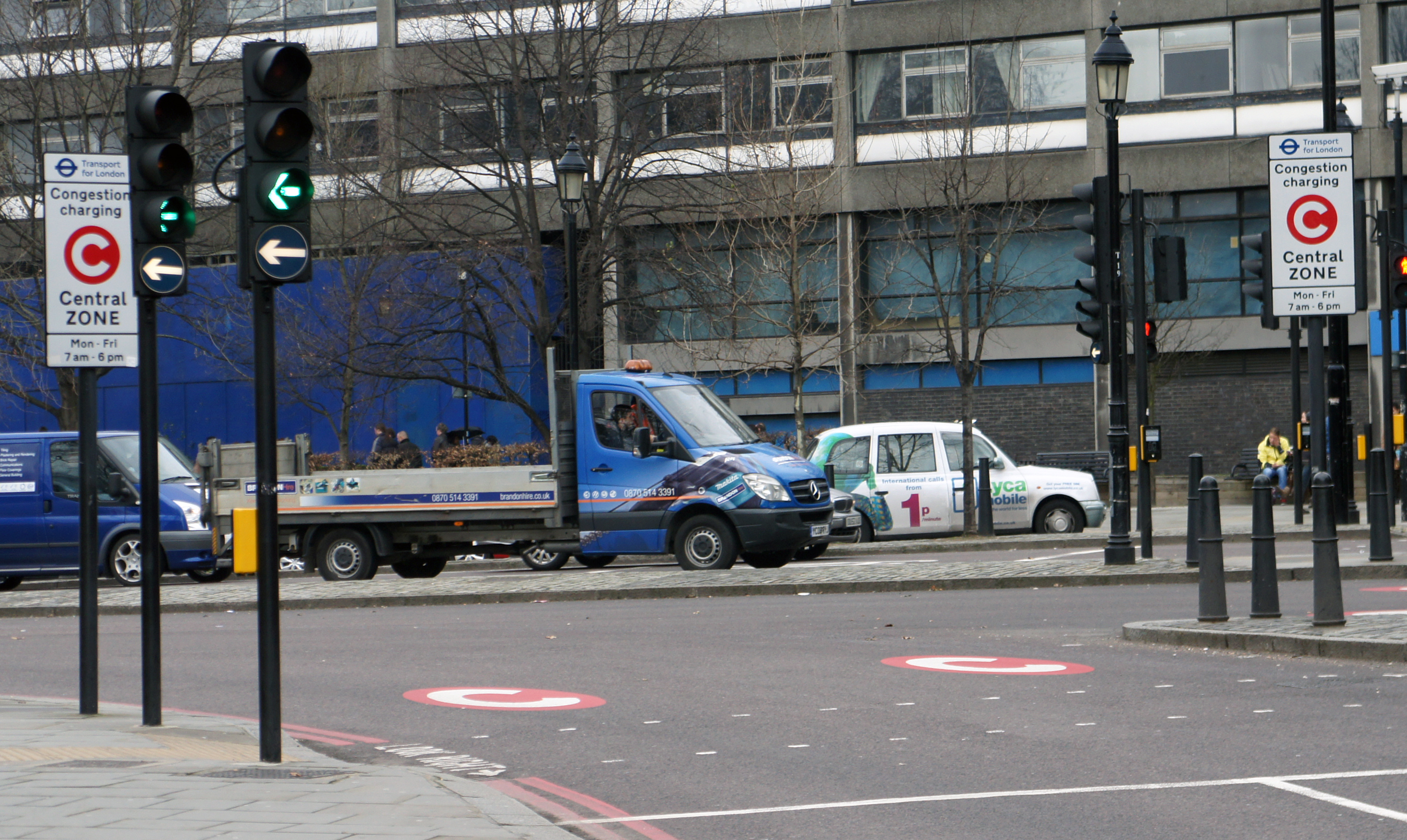
Señales horizontales y verticales con la C en color blanco sobre fondo rojo utilizadas para alertar a los conductores de la entrada a la zona de cobro en la calle Tower Hill.

Las tarifas de congestión de Londres (en inglés: London congestion charge) son un peaje urbano que funciona como tasa que se aplica a determinados conductores que circulan en la zona central de Londres y está fundamentado en el concepto económico de tarifas de congestión. La capital británica es la ciudad más grande del mundo que ha implantado este modelo. La compañía encargada de recaudar el peaje es la empresa pública Transportes de Londres. La tasa se introdujo el 17 de febrero de 2003. En un principio se estableció un peaje de 5 libras, que fue aumentado gradualmente, situándose ahora a 15 libras. Los vehículos eléctricos o que emiten menos de 75 g/km de CO2 aprovechan de un descuento de 100%.
La tasa diaria debe ser pagada por el dueño de un vehículo que entra, sale o se desplaza por la zona delimitada desde las 7 de la mañana a las 10 de la noche. No pagar la tasa supone una multa entre 160 y 280 libras. El 19 de febrero de 2007 se amplió la zona delimitada hacia el oeste. El 12 de febrero de 2008, la autoridad responsable anunció que a partir de octubre de 2008 el cargo de congestión de Londres tendrá una nueva estructura de precios, con base en las emisiones potenciales de  CO2 según el tipo de vehículo. Bajo el impulso del antiguo alcalde de Londres, Boris Johnson, e implementada por el actual alcalde Sadiq Khan, se ha introducido una tarifa más alta para los vehículos que más contaminan con la Ultra Low Emission Zone (una tasa de 12,5 libras por día además de las 15 libras de congestión para los vehículos con alta emisiones).
A mayo de 2021, la tarifa se sitúa en 15 libras al día. Se aplica solo de lunes a viernes de las 7:00 hasta las 22:00 horas. Esta tasa no se aplica en fines de semana, ni días festivos ni entre el 25 de diciembre y el 1 de enero (ambos incluidos) ni entre las 22:00 y las 07:00 en los días de diario.
Además, a partir del 23 de octubre de 2017 hay que añadir la tasa por contaminación (T-charge) que pagarán aquellos vehículos matriculados antes de 2006 que accedan a la ciudad de Londres y que es de 10 libras al día. El objetivo es lograr una área de bajas emisiones. 

## Zona de peaje

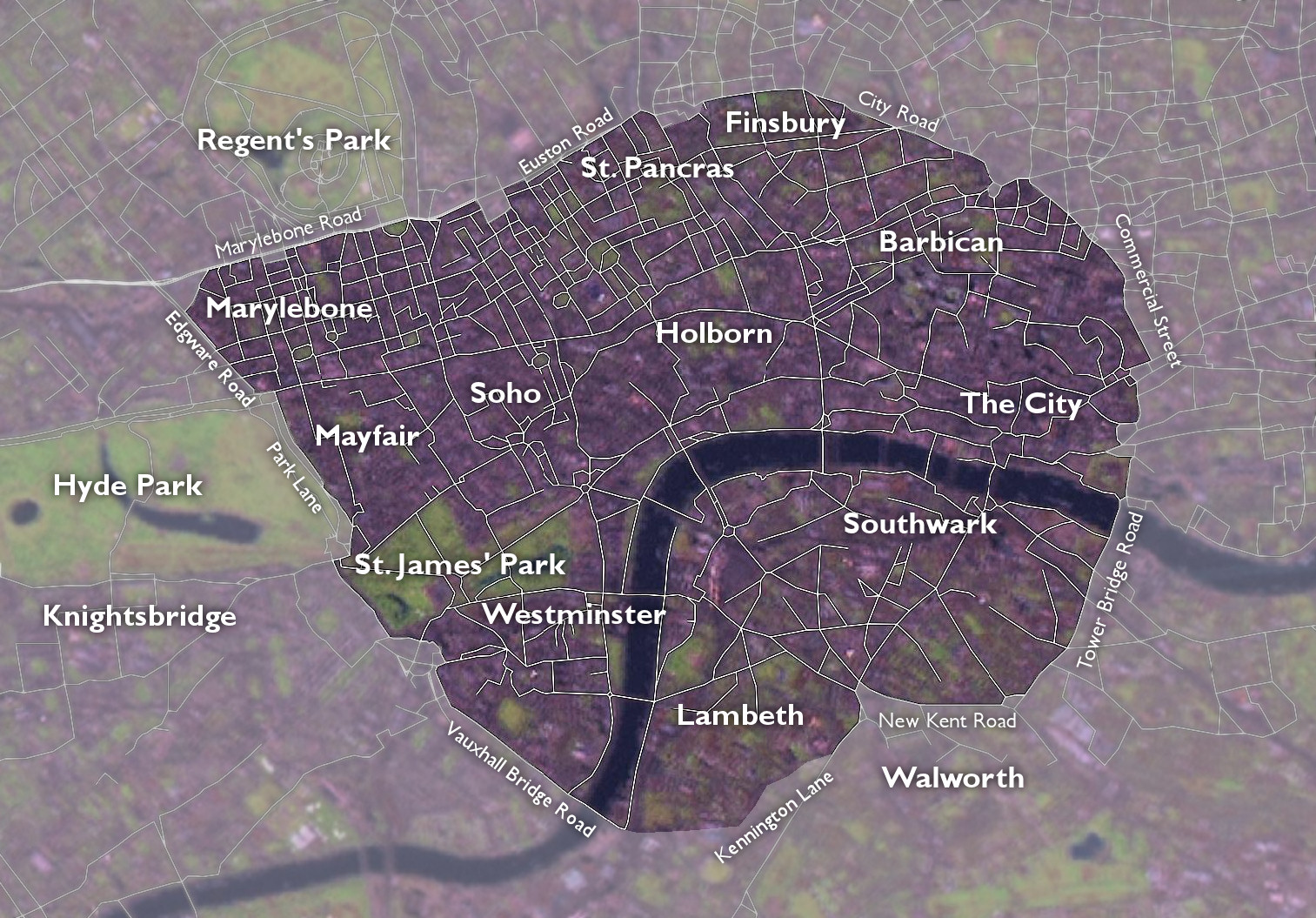
El Peaje se aplica a los conductores dentro de la autopista de circunvalación interna de Londres.

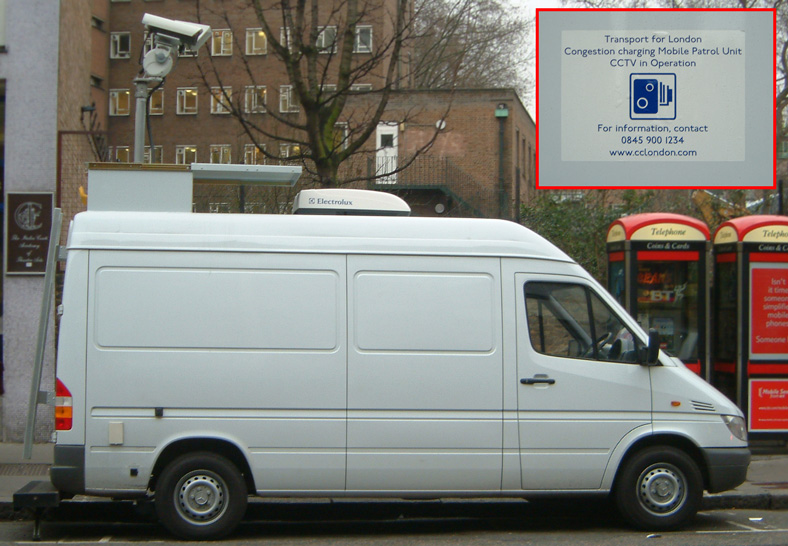
Cámaras de circuito cerrado y furgonetas controlan la zona, capturando videos. Las furgonetas se pueden identificar por una pegatina que llevan en la puerta trasera.

Se considera al anillo de circunvalación interno de Londres como la frontera de la zona de peaje. Empezando desde el punto más septentrional y avanzando en el sentido de las agujas de reloj, las calles que delimitan la zona de peaje urbano son la Pentonville Road, Old Street, Comercial Street, Mansell Street, Tower Bridge Road, New Kent Road, Elephant and Castle, Vauxhall Bridge Road, Park Lane, Edgware Road, Marylebone Road y Euston Road (otras vías menos importantes rellenan los huecos que quedan entre estas calles). La zona, por tanto, incluye el centro de la City de Londres y el West End, principales centros comerciales y financieros de la urbe. En la actualidad 136 000 londinenses viven dentro de la zona acotada (de una población total de 7 millones en el Gran Londres), pese a que se considera una zona más comercial que residencial. En la zona aún quedan pequeños restos de industria pesada. Los conductores no deben pagar por usar las vías que delimitan la zona. Durante la Navidad y Año Nuevo de 2002 se pintaron marcas en el pavimento para advertir a los londinenses de que en breve se pondría en marcha este peaje.

## Tecnología y aplicación
El control de los vehículos que circulan dentro de la zona que obliga al pago del cargo de congestión se realiza mediante 230 cámaras de circuito cerrado que graban videos de la zona. También hay un importante número de cámaras móviles que pueden ser desplegadas por cualquier punto. La mayoría de vehículos que circulan dentro de la zona son grabados en video. Aunque esto no es infalible, sólo se necesita una probabilidad razonable de éxito para que funcione. También se graban las matrículas delantera y trasera de los vehículos al entrar y salir de la zona. Con esto, hay cuatro oportunidades para grabar el número de matrícula de cada vehículo. Todas las noches la información digital es recopilada y analizada mediante computadoras que permiten identificar los usuarios que circularon ese día. A diferencia de los sistemas de Singapur y Estocolmo, en Londres el cargo de congestión se aplica solamente una vez por día, independientemente de cuantas veces el usuario fue detectado o cruzó el área acordonada de control.
El nivel de exactitud de la tecnología de reconocimiento automático de las matrículas y los problemas que surgen al enviar multas a conductores equivocados si el número de la placa no es bien leído por el ordenador obliga a que sean revisados por miembros del equipo de gestión de tráfico de la ciudad. Este es el motivo de la tardanza de 48 horas en establecer la multa y del coste anual de 98 millones de libras por mantener el sistema. 
Esta lista se compara luego con una lista de coches cuyos dueños/conductores han pagado para entrar en la zona. A aquellos que han pagado pero no han entrado en la zona no se les devuelve el dinero, pero a aquellos que no han pagado y se les ve por la zona se les impone una multa. El dueño del vehículo se puede conocer en los archivos de la jefatura de tráfico, con sede en Swansea. La multa es de 100 ₤, aunque se reduce a la mitad si se paga en los 14 días siguientes a la notificación. Si transcurren 28 días y aún no se ha abonado, aumenta hasta 150 ₤. 
Mientras que los conductores privados están obligados a pagar la tasa el día en que entran en la zona (o antes) tanto si son vistos entrando en la zona como no, las flotas de vehículos comerciales gozan de otra regulación. Una empresa puede registrar un conjunto de vehículos en la oficina de transportes de Londres y se le cobran 5 libras por cada coche de la flota que es visto entrando en el área. En mayo de 2005, un hombre de negocios llamado Miguel Camacho, registró un dominio de Internet, fivepounds.co.uk (en español cincolibras), cuya función era reunir a conductores privados para incluirlos en su flota. Con ello, los conductores privados pagan menos por entrar, e incluso no pagan si no son detectados por las cámaras y se evitan las multas por no pagar. Transportes de Londres, que obtiene el 36% de su presupuesto de las multas, actuó de forma rápida para solventar este vacío legal. Para ello solicitó que las empresas titulares de flotas presentasen el permiso de circulación de cada vehículo. Además de eso se debe presentar el volumen real de trabajo de la flota. La página de internet "fivepounds" dejó de estar activa el 26 de febrero de 2006.
La tecnología que se usa en Londres no se utiliza en ninguna otra parte del mundo. El impuesto de congestión de Estocolmo, que se introdujo para un periodo de pruebas de 6 meses en enero de 2006, y se implantó en forma permanente a partir del 19 de agosto de 2007, utiliza un sistema de cobro electrónico de peajes. Este sistema consiste en la colocación de un dispositivo de telecomunicación denominado transponder (abreviatura del inglés por Transmitter-responder) en el parabrisas del vehículo cuya señal que es detectada por los equipos electrónicos instalados en los pórticos ubicados en la entrada de zona de cobro y automáticamente se produce el cargo a la tarjeta de crédito o débito del titular del coche. Este sistema también se utiliza en la mayoría de autopistas de peaje de Europa. Dentro del espíritu de las tarifas de congestión, los precios del impuesto vial de Estocolmo varían según el horario, cobrando más caro en horas punta y más barato entre las 9 de la mañana y las 3 de la tarde. El cargo de Estocolmo tiene un tope diario. En el caso de las tarifas de congestión de Singapur los usuarios pagan todas las veces que entran en la zona, sin límite diario, y también utiliza tarifas variables dependiendo de la hora del día. Transportes de Londres comenzó el cambio hacia el sistema de pago de peaje automático dieciocho meses después de implantar el peaje urbano. Los contratos para la nueva generación de cámaras se firmaron en verano de 2004 y las pruebas con escáneres en las calles se iniciaron en 2005. Oficialmente, Transportes de Londres no se comprometerá con el sistema de pago automático de peaje. Esto se debe a que con este sistema los conductores no deben acordarse de la obligación de pagar, por lo que se reducirán los costes administrativos aunque también se reducirán los ingresos procedentes de multas. Además, se anunció la creación de un sistema de control por satélite de los vehículos utilizando la red Galileo.
Algunos vehículos como los autobuses, minibuses (de un tamaño concreto), taxis, servicios de emergencia, motocicleta, bicicletas y coches con combustible distinto al petróleo, están exentos de pago. Técnicamente, algunas de las excepciones son descuentos del 100% y aún es necesario el registro previo. En el caso de   vehículos híbridos, la tasa de registro suele exceder del peaje urbano para aquellas personas que se desplacen ocasionalmente al centro de Londres, además de ser necesaria la presentación de una serie de documentos  que no se facilitan cuando el coche es comprado. Los residentes de la zona obtienen un descuento del 90% sobre el precio si pagan el peaje por una semana o más de una sola vez. 
En 2005 se desveló que algunas embajadas con sede en Londres no estaban pagando el peaje porque lo consideraban un impuesto, del cual están exentos del pago en virtud de la Convención de Viena sobre Relaciones Diplomáticas. Aunque algunas embajadas han acordado pagar la tasa, la embajada de Estados Unidos (a fecha de 14 de mayo de 2006) acumula unas deudas en concepto de multas de 270 mil libras por no pagar, algo que sí abonan en Estocolmo y Singapur.

## ¿Por qué el peaje urbano es significativo?
El plan de congestión de Londres ha atraído una gran atención por varios motivos. Fue el primer sistema de peaje urbano a gran escala que se introdujo en el Reino Unido (el pionero fue el de Durham, que desde 2002 cobra dos libras a los que accedan a una pequeña parte del centro). El plan se basa en tecnología moderna. Los conductores pueden pagar el peaje vía Internet, vía sms, en tiendas con una máquina especial o por vía telefónica. El coste inicial de la implantación del sistema fue de 200 millones de libras, con un costo anual de 115 millones en mantenimiento, esperando que se pueda autofinanciar de aquí a tres años. 
La idea ha sido criticada por muchos opositores. Argumentan que la red de transporte público tiene capacidad insuficiente para los viajeros que opten por dejar el coche en casa para evitar pagar el peaje. También se dice que el sistema afecta más a las clases más desfavorecidas que a las ricas, ya que el cargo por acceder a la zona es de 8 libras sin tener en cuenta el modelo y tamaño del vehículo. También se ha apuntado la inexistencia de aparcamiento gratuito para no residentes durante las horas en que se paga el peaje. 
Transportes de Londres escogió a la empresa Capita Group para implantar el sistema. Otras subcontratas incluyen a Master, con sede en Bombay, India, que se especializan en la tecnología y la infraestructura. Se dice que es el mayor sistema creado que usa la plataforma Microsoft.net. Debido a la gran cantidad de subcontratas, repartidas por todo el mundo y también debido a distinta regulación sobre protección de los datos personales, especialistas sobre derechos de privacidad han observado de cerca el proyecto.

## Funcionamiento del peaje urbano

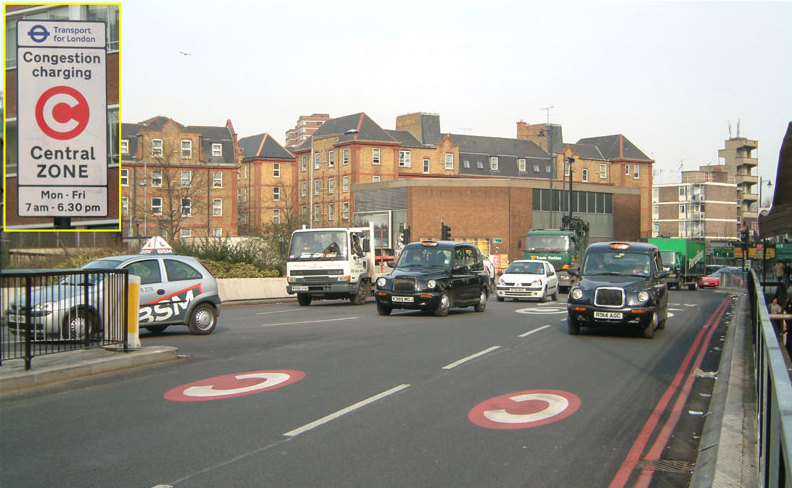
La señal en la calle Old Street alerta a los conductores de que entran en la zona de peaje.

Antes de la introducción del cargo de congestionamiento, hubo temor a que se produjera un gran caos circulatorio en los primeros días del nuevo sistema. De hecho, Ken Livingstone, alcalde de Londres y principal impulsor del proyecto predijo un "bloody day" (día maldito). De hecho, los dos primeros días hubo una reducción drástica del tráfico en el centro de la ciudad. Durante el primer día, 190 000 vehículos entraron dentro de la zona durante las horas de peaje, un descenso del 25% de la cifra normal de vehículos por la zona. Si se excluyen los 45 000 vehículos exentos del pago, la reducción fue del 30%. Unos cien mil conductores abonaron la tasa personalmente, entre quince y veinte mil eran vehículos de flotas de negocios y se cree que diez mil no pagaron el peaje. Para evitar el caos entraron en servicio 300 autobuses extra (de un total de veinte mil). Los responsables de la empresa de autobuses urbanos londinenses y del metro constataron que estos medios de transporte estuvieron un poco más llenos de lo habitual. 
Al principio se creía que la reducción del tráfico había sido causada por las vacaciones escolares, pero se ha probado que esa no fue la razón. Los estudios indican que durante el primer mes se redujo el tráfico en un 15% con respecto al volumen previo a la introducción del peaje. (la primera semana se redujo en un 20%). El tiempo de viaje se fue acercando poco a poco hasta los niveles previos al peaje, pese a que en un principio se había reducido hasta un 50%. Aunque actualmente las estadísticas precisas son difíciles de encontrar, pues los medios de comunicación ya no se fijan en el peaje urbano, la opinión general es que se han logrado los objetivos planteados al introducir la tasa.  
El 23 de octubre de 2003, Transportes de Londres publicó un informe sobre los primeros seis meses del peaje. La principal conclusión del informe es que el volumen de automóviles que entraba diariamente en la zona de peaje se había reducido en 60 000 vehículos, lo que significa una bajada del 30% de los mismos. Alrededor del 50-60% de los conductores de estos vehículos comenzaron a desplazarse usando el transporte público, entre el 20-30% utilizaba rutas alternativas y el resto compartía coche, reducía el número de viajes, circulaba en horas en las que no hay peaje, o utilizaba motos o bicicletas. Se estimó que la duración media de los viajes se había reducido en un 15%.
El informe explicaba que el peaje urbano era el responsable en pequeña medida de la caída de las ventas al por menor. En agosto de 2003, la compañía John Lewis Partnership anunció que durante los 6 primeros meses del peaje, sus ventas en la calle Oxford Street habían caído un 8% mientras que las ventas en otros establecimientos de la compañía fuera de la zona de peaje, como la de Kingston, habían aumentado. Transportes de Londres explicó que sólo el 0,5% de la caída podría ser causada por el peaje. La organización dijo que Londres está sufriendo un fracaso a largo plazo en la modernización de los transportes e infraestructuras y que el peaje, será beneficioso a largo plazo. 
El informe también demostró que se impone una media de 100 000 multas cada mes. Alrededor de 2000 son impugnadas. El descenso del tráfico en la zona significa que los ingresos de Transportes de Londres se situaban en torno a los 68 millones de libras, cifra muy inferior a los 200 millones que se tenía pensado obtener anualmente en los estudios llevados a cabo en 2001. En la práctica, cuando fueron emprendidos los trabajos extensivos en las calles y carreteras de Londres durante 2001 y 2002, el volumen de tráfico se redujo notablemente y el beneficio de Transportes de Londres se redujo hasta los 130 millones de libras al año. Una vez que se introdujo el peaje urbano en febrero de 2003, los volúmenes de tráfico volvieron a reducirse, de ahí que no se cumplieran los objetivos de recaudación que se esperaban. El informe estableció que no se apreciaba impacto, ni positivo ni negativo en la seguridad de la carretera, tras la introducción del peaje. La tendencia continuada hacia la reducción de los accidentes sigue a paso lento.
Otro informe de Transportes de Londres, que vio la luz en octubre de 2004, establecía que sólo se van a cumplir 7 de los trece objetivos que se había propuesto el gobierno para el transporte en Londres en el año 2010. El intento de reducir los atascos no se conseguirá, sugiriendo un fracaso en la política del peaje urbano. Sin embargo, ese informe se refiere a Londres en su conjunto, por lo que el fracaso en el intento de reducir los atascos se debe en gran medida a lo que ocurre en los barrios fuera de la zona de peaje, donde es mucho más difícil establecer un servicio de transportes públicos más efectivo y donde se utiliza el automóvil con más regularidad.

## Críticas al peaje
Varias tiendas y empresas se han visto afectadas directamente por el coste del peaje, tanto en términos de pérdidas de ventas y en los gastos propios de la empresa, tal y como reconoció la Cámara de Comercio de Londres (London Chamber of Commerce & Industry). También se han visto noticias que sugieren que los niveles de congestión volverán a ser los mismos que antes de la introducción del peaje, y muchas personas han argumentado que en vez de aumentar los costes a los conductores, se debería rebajar el precio de los transportes públicos a un nivel más competitivo. 
El peaje urbano ha sido muy controvertido fuera de Londres, donde se ha fomentado que los conductores que antes accedían al centro de Londres con su automóvil, aparquen en las cercanías de las estaciones de metro y de tren para acceder al centro con estos transportes públicos. Esto ha extendido la imposición de zonas de aparcamiento controlada en estas áreas, con el correspondiente gasto para los residentes. Algunos estudios sugieren que el peaje urbano simplemente amplia los atascos del centro de las ciudades a las afueras. .

## Historia del peaje
Tanto actualmente como en el pasado, han existido peajes en algunas carreteras y puentes de Inglaterra. A finales del siglo XVII, se empezaron a usar los peajes de carreteras, debido a la falta de vías tras la Reforma Protestante —ya que los monjes católicos dejaron de mantener las carreteras—. A finales del siglo XVIII, la red de carreteras dentro de las ciudades inglesas era principalmente de peaje. A finales del siglo XIX desaparecieron debido a la competencia del ferrocarril, la gran ineficiencia, y las quejas de los viajeros de grandes distancias —que tenían que pagar demasiado—. La red de peaje también fue, sin embargo, defendida por algunos economistas del siglo XIX como por ejemplo Adam Smith.
Desde principios de los años 1960, el gobierno británico ha barajado la opción de crear proyectos como el actual. El Informe Smeed (1964) defendía la imposición de establecer calles de pago en las ciudades británicas. Durante los primeros años del Gran Concejo de Londres, se fueron creando los primeros proyectos para establecer una serie de tasas o licencias suplementarias para aquellos que entrasen en la zona centro de la ciudad. Un estudio formal fue asumido como parte de los méritos del proyecto y en 1973 concluyó que mejoraría las condiciones medioambientales y de tráfico del centro. Sin embargo, el nuevo gobierno municipal del Partido Laborista rechazó el estudio, prefiriendo mejorar la inversión en transportes públicos, y el peaje urbano quedó fuera de la agenda. 
La idea nunca desapareció y fue ganando adeptos a mediados de los años 1990. El Programa de Investigación sobre la Congestión de Londres concluyó en 1995 con que la economía londinense mejoraría notablemente si se impulsara un proyecto de peaje urbano. En el Acta de la Autoridad del Gran Londres se transfirió el poder al alcalde de la ciudad para establecer un peaje urbano. Habiendo ganado sus primeras elecciones municipales en 2002, Livingstone optó por ejercer su poder tal y como prometió en su programa electoral independiente, y llevó a cabo una serie de consultas con las partes interesadas. El proyecto básico se aprobó en febrero de 2002, y el peaje comenzó, con algunas concesiones el 17 de febrero de 2003.  
El peaje urbano se suspendió entre el 7 y 8 de julio de 2005 en respuesta a los atentados del 7 de julio de 2005 en Londres.

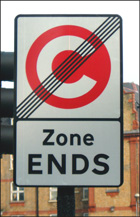
Las señales indican las fronteras del área de peaje urbano.

## Planes de futuro
Dentro de las secuelas de la introducción del peaje, se incluyen algunas sugerencias para el futuro. Poco después de implantarse el sistema, Livingstone anunció que llevaría a cabo un estudio formal sobre el éxito o fracaso del mismo tras 6 meses. El 25 de febrero de 2003. Livingstone dijo: No puedo concebir ninguna circunstancia en el futuro en la que nos propongamos cambiar el peaje, aunque quizás sea necesario que transcurran 10 años para poder decidir. Refiriéndose a la cantidad de conductores que deben pagar, indicando que cinco libras eran suficientes para reducir el tráfico tal y como él deseaba. En noviembre de 2004, Livingstone contradijo sus palabras en una entrevista de la BBC Siempre he dicho que durante mi segundo mandato el peaje subirá al menos a las 6 libras. A finales de mes, Livingstone volvió a retractarse, diciendo que de hecho la subida sería a 8 libras para los conductores privados y a 7 para los conductores comerciales. Algunos grupos empresariales como London First, expresaron su total insatisfacción con las declaraciones del alcalde. La subida a 8 libras fue anunciada formalmente el 1 de abril de 2005, junto con descuentos para conductores que compraran abonos mensuales y anuales. El 10 de mayo de 2006, en un debate televisivo, Livingstone anunció una subida hasta 10 libras en 2008.
Justo después de la introducción del peaje urbano, los periódicos comenzaron a especular sobre si la ampliación de la zona de peaje sería parte del programa electoral de Livignstone para las próximas elecciones municipales (con el respaldo de los laboristas). En febrero de 2004, Transportes de Londres llevó a cabo una encuesta sobre la expansión de la zona de peaje urbano hacia el oeste, en la que se incluía un plano de la nueva zona. Esta nueva zona cubriría la parte occidental de Westminster y las zonas de Kensington y Chelsea. 
Siguiendo la reelección de Livingstone como alcalde de Londres en junio de 2004, en agosto de ese año, se publicaron los resultados de esa encuesta. Una mayoría substancial de los consultados no querían la ampliación, pero Livingstone dijo que la encuesta no era representativa y que la ampliación se llevaría a cabo de cualquier forma. Los críticos con el alcalde dijeron que la consulta había sido un ejercicio de despiste para evitar un posible desafío legal a la ampliación futura. 
En mayo de 2005, Transportes de Londres, anunció una nueva consulta con propuestas específicas sobre la ampliación. Estas incluían un plan para reducir las horas de peaje media hora para "impulsar los teatros, restaurantes y cines londinenses".
A finales de septiembre de 2005, el alcalde de Londres confirmó la expansión del peaje hacia el occidente, que empezaría a surtir efectos a partir del 19 de febrero de 2007.
La nueva zona duplicará la anterior, cubriendo las zonas de Kensignton, Chelsea y la parte occidental de Westminster. El alcalde admitió que esto aumentaría el tráfico dentro de la zona ya delimitada, debido a los 230 mil residentes que se encuentran viviendo en la zona y por tanto gozarán de un descuento. La oposición se niega a la ampliación. Entre ellos se encuentran los empresarios que están teniendo problemas con las ventas en el corazón comercial de Londres, la Oxford Street, que ya se encuentra dentro de la zona de peaje urbano. 
Steven Norris, candidato conservador a la alcaldía de Londres en 2004, ha sido un fiero crítico del peaje diciendo que lo eliminaría si resultara elegido. También dijo que daría una amnistía general para aquellos que tuvieran una multa pendiente por no pagar el peaje. En una entrevista con el Evening Standard el 5 de febrero de 2004, el líder conservador Michael Howard confirmó las declaraciones de su candidato para la alcaldía diciendo que El peaje ha tenido indudablemente un efecto adverso en la economía de Londres. El candidato del partido Liberal-demócrata, Simon Hughes sin embargo apoyó los principios básicos del proyecto, incluidos aquellos como reducir las horas de peaje de 6:30 a 5 de la tarde o dándole a los conductores cinco días al año de acceso libre al centro así como que no afecte a los visitantes ocasionales. Es muy improbable que estas ideas vean la luz, debido a la victoria de Livingstone. 
A finales de 2006, ha habido voces que apoyan la creación de una tasa variable, como ocurre con el impuesto de rodaduras. Esto estaría basado en las emisiones de dióxido de carbono. Con ello se reduciría el peaje o incluso de eliminaría para los vehículos pequeños, y se subiría a 25 libras para los grandes vehículos. Actualmente, los vehículos eléctricos que no emiten gases nocivos están exentos del pago.
En febrero de 2008, la autoridad pública Transporte para Londres (en inglés: Transport for London) anunció que a partir de octubre de 2008 el cargo de congestión de Londres tendría una nueva estructura de precios, con base en las emisiones potenciales de CO2 según el tipo de vehículo. Mientras que algunos vehículos ambientalmente amigables serían exonerados del pago, los que más contaminan el aire pagarían una tarifa más alta, de hasta ₤25 comparado con las ₤8 que pagan hoy. Sin embargo, el actual Alcalde de Londres, Boris Johnson, anunció al inicio de su administración que reformaría el cargo de congestión, en particular en lo que se refiere a cobrar tarifas más altas para los vehículos que más contaminan; también quiere realizar una consulta pública sobre la extensión occidental implantada en 2007; y prometió introducir un sistema de pago mensual que simplifique esta tarea para los usuarios. En julio de 2008, el alcalde Johnson anunció que ya no será implementado el esquema en función de las emisiones de CO2 propuesto durante la administración Livingstone. Entre otras razones, el alcalde explicó que la tarifa ambiental incentivaría la entrada gratuita de miles de vehículos de menor tamaño, resultando en mayor congestionamiento y contaminación del aire. También fueron descartados los planes para implantar una extensión del cobro hacia los suburbios, y Johnson comunicó que será revisada la extensión oeste implementada en 2007, con base en una consulta pública ya programada para septiembre de 2008.

## Experiencia en otros países
El cobro de tarifas de congestión para acceder a centros urbanos también ha sido implantada en otras grandes ciudades, ya sea sobre corredores urbanos,  como en las ciudades noruegas de Oslo, Bergen y Trondheim, o con un equema similar al de Londres, acordonando el centro de la ciudad, como existe en Estocolmo (ver Impuesto de congestión de Estocolmo), y Singapur (ver Tarifas de congestión de Singapur), la primera ciudad en el mundo en implantar un peaje urbano en 1975, y cuyo sistema fue modernizado mediante tecnología de cobro electrónico de peajes en 1998. En 2008 Milán ha sido la última ciudad en implantar un sistema de tarifas de congestión similar al de Londres.
Alrededor de Europa varias pequeñas ciudades, como la ciudad de Durham, en Inglaterra; Znojmo, en la República Checa; Riga, la capital de Letonia; y La Valeta, la capital de Malta, han introducido el cobro de tarifas de congesitón con el propósito de reducir los serios problemas tránsito y estacionamiento, particularmente durante la temporada alta de turismo, como un esfuerzo para preservar sus sitios y edificios históricos, algunos de los cuales han sido declarados Patrimonio de la Humanidad; así como para mejorar la calidad del ambiente urbano, reducir la contaminación y mejorar su atractivo turístico, al inducir un mayor acceso a pie y en bicicleta hacia estos centros antiguos.
En la ciudad de Nueva York fue propuesto en 2007 un plan para instaurar un esquema de tarifas de congestión para el área de Manhattan. Sin embargo, en  julio de 2007, la Legislatura del Estado de Nueva York archivó la propuesta, Las juntas de gobierno de Queens y Brooklyn citaron un informe de la Cámara de Comercio Londres sobre los efectos adversos del peaje urbano en la economía local para disuadir al alcalde de Nueva York, Michael Bloomberg de sus ideas para establecer tarifas de congestión. Tras el informe de la comisión nombrada para estudiar opciones alternativas para reducir la congestión, la propuesta, con algunas modificaciones fue aprobada por el Consejo de la Ciudad de Nueva York el 31 de marzo de 2008 El 7 de abril de 2008, la Asamblea del Estado de Nueva York decidió no votar la propuesta considerando que no tendría suficientes votos para ser aprobada.  La posibilidad de que la Asamblea del Estado conozca de nuevo la propuesta en el futuro cercano es considerada remota, por lo que la iniciativa se encuentra encallada. (ver Propuesta de tarifas de congestión de Nueva York).
En agosto de 2013 el gobierno de España propuso, a raíz de la escalada de tensión diplomática en torno a Gibraltar, imponer una tasa de congestión en la Línea de la Concepción a vehículos que circulen por la ciudad con destino a Gibraltar

## Experiencia en otras ciudades británicas
El éxito de las tarifas de congestión de Londres en lograr una reducción significativa del número de automóviles en las vías, ha sido un incentivo para que otras ciudades británicas implanten el sistema. Sin embargo, en noviembre de 2003, el Secretario de Estado para el transporte, Alistair Darling, dijo que pese al interés de algunos ayuntamientos, incluidos los de Leeds, Cardiff, Mánchester, Birmingham y Bristol, ninguna ciudad, aparte de Edimburgo había solicitado ayuda al gobierno para introducir el peaje. La situación cambiará gracias a las ayudas que concede el Fondo de Innovación en los Transportes, que se anunciaron el noviembre de 2005. No parece sin embargo, que Edimburgo vaya a establecer el sistema de aquí a poco tiempo. Según un referéndum llevado a cabo en la ciudad, el 75% de sus habitantes se oponen a un peaje urbano. Al contrario de Londres, donde el alcalde posee competencias suficientes para introducir el peaje urbano, otras ciudades necesitarían la confirmación de la Secretaría de Estado para el Transporte, según el Acta de Transportes de 2000. Las tres ciudades principales de East-Midlands, Nottingham, Derby y Leicester podrían introducir un periodo de pruebas a la vez. Esto sería un intento para disminuir el flujo de tráfico no sólo en una ciudad sino en toda la región. En el caso de la ciudad de Durham, donde se implantó el primer esquema de tarifas de congestión del Reino Unido en 2002. el cobro del peaje urbano fue instaurado para proteger el pequeño centro antiguo, que incluye la Catedral de Durham y el Castillo de Durham, ambos declarados Patrimonio de la Humanidad.